# Rêve chinois
Le rêve chinois ou rêve de la Chine (en mandarin : 中国梦, pinyin : Zhōngguó mèng) est un slogan politique lancé par Xi Jinping, secrétaire général du Parti communiste chinois depuis le 15 novembre 2012 et président de la république populaire de Chine depuis le 14 mars 2013, et repris en de nombreuses occasions. C'est une tradition chez les dirigeants chinois de résumer dans une formule frappante l'orientation qu'ils comptent donner à la politique qu'ils mèneront au cours de leur mandat. Celle-ci déclinée dans divers contextes, discours, chants,, affiches, fait écho au rêve américain dont elle semble s'inspirer et, du fait de son imprécision, prête à de multiples interprétations. Les circonstances dans lesquelles elle a été prononcée et les illustrations qui l'accompagnent expriment la volonté du Parti de s'appuyer sur les traditions populaires et les vertus confucéennes pour renforcer le sentiment patriotique d'une nation promise à redevenir l'empire du Milieu. La direction du Parti a confirmé son besoin de réaffirmer des principes de nature plus morale que politique en diffusant peu après ce qu'elle a dénommé « les douze valeurs socialistes fondamentales ».
The Economist présente le « rêve chinois » comme un mélange de « réforme économique et [de] nationalisme véhément ».
Selon le politologue Lanxin Xiang, la formule reflèterait trois objectifs : « Restaurer la gloire passée de la Chine et de l’État, rappeler le désir séculaire d’une Chine moderne, riche et puissante qu’ont eu tous les empereurs, enfin rendre les Chinois fiers et heureux, afin de maintenir la stabilité sociale ».

## Historique
Respectueux d'un usage propre aux dirigeants de la république populaire de Chine, les prédécesseurs de Xi Jinping ont toujours résumé en une formule frappante leur projet de gouvernement, que ce soit les « Quatre Modernisations » de Deng Xiaoping, les « Trois Représentations » de Jiang Zemin ou de la perspective scientifique du développement ainsi que la société harmonieuse de Hu Jintao.
L'expression de « rêve chinois » n'est pas nouvelle, mais a été utilisée par plusieurs journalistes et essayistes aussi bien en Chine qu'aux États-Unis depuis 2003. Un article du journaliste américain Thomas Friedman, déjà bien connu en Chine, China needs its own dream, a fait l'objet d'abondants commentaires dans la presse chinoise. Elle devient un slogan officiel lorsqu'elle est prononcée pour la première fois par l'actuel secrétaire du Parti communiste chinois lors de sa visite en décembre 2012 à l'exposition permanente de la Voie de la renaissance, section du nouveau Musée national ouvert au printemps 2011 : « Je crois que le plus grand rêve des Chinois, c'est la renaissance de leur nation dans les temps modernes », a-t-il déclaré, ajoutant : « plus de cent soixante-dix ans après d'âpres luttes commencées avec la guerre de l'opium, s'ouvrent de brillantes perspectives pour la nation chinoise plus proche que jamais de son but, un grand renouveau ». Cette section du musée montre précisément comment la Chine, après avoir été humiliée par les puissances occidentales, a réussi à se relever et se moderniser avec l'avènement de la république de Chine, puis devenir grâce au maoïsme une grande puissance économique. Le même mois, Xi Jinping précise qu'« en ce qui concerne l'armée, c'est le rêve d'une armée forte ».
Ce qui retient l'attention dans le recours à ce slogan, c'est qu'il semble renvoyer au rêve américain, pratique inhabituelle dans la tradition du Parti communiste chinois. Néanmoins le rêve chinois ne saurait être calqué sur le rêve américain ; lorsque le numéro du 1er janvier 2013 de l'hebdomadaire cantonais libéral Nanfang Zhoumo, fort des propos tenus précédemment par le Premier Secrétaire sur la constitution comme fondement de toute légalité, présente un éditorial titré Le rêve chinois, le rêve du constitutionnalisme, il est immédiatement censuré et connu uniquement par sa version diffusée par des internautes.

## La diffusion du slogan
Largement repris dans plusieurs interventions officielles, il a été popularisé sous différentes formes. CCTV News, chaîne anglophone de la télévision chinoise, a diffusé un spot publicitaire où des Chinois de tous âges et de toutes catégories sociales donnent chacun leur définition du « rêve chinois », thème qui a connu une diffusion exceptionnelle sur Sina Weibo, le Facebook chinois. Des « murs du rêve » sont apparus dans des écoles et des universités où les étudiants étaient incités à décrire leurs propres rêves, cependant que l'Académie chinoise des Sciences sociales demandait de faire du « rêve chinois » l'objet de recherches,. La chanteuse officielle Chen Sisi a produit une ballade intitulée Rêve chinois, qui se termine par la phrase : « Nous sommes sur la voie de la grande renaissance ». Elle a été en tête des palmarès de la chanson pendant des semaines, après avoir été interprétée à la télévision nationale avec pour toile de fond des trains à grande vitesse, le décollage de jets et des paysages bucoliques. Par ailleurs, le sinogramme 梦 (pin yin : mèng ; « rêve ») a été choisi comme caractère de l'année 2012.
Le terme est apparu aussi, illustré et commenté, sur des affiches dont l'esthétique est inattendue. Le principal promoteur en est un blogueur pro-gouvernemental, Xie Shaoqing (nom de plume Yi Qing). Sur un fond blanc se détachent des personnages représentant différentes générations, accompagnées de formules dont le terme principal, souvent « le rêve », se distingue par sa couleur rouge et sa graphie cursive : elles vantent la beauté de la Chine, sa force reposant sur sa jeunesse, sa réussite, l'amour de la patrie, les vertus traditionnelles d'économie, d'harmonie, de piété filiale, le rôle du Parti communiste dans l'accomplissement d'un avenir qui ne peut se présenter que sous les couleurs du printemps et l'accès de tous à la prospérité. Les illustrations s'inspirent de différentes traditions artistiques populaires, parfois très anciennes, comme les estampes du nouvel an de Yangliuqing, banlieue de Tianjin, ou de Taohuawu,, les figurines d'argile de Nirenzhang (en) associant le rêve chinois au sens de l'économie, à la piété filiale, au désir d'aller de l'avant avec un esprit de patriotisme, aux vertus confucéennes d'honnêteté et de sincérité, à l'enfance fêtant le renouveau du printemps, les peintres paysans, comme ceux de Longmen, ou de Wuyang, les découpes en papier de la province du Hubei ou du Shanxi. Ces décorations enjolivent les maximes qu'elles illustrent de manière à plaire dans leur diversité au plus grand nombre et frappent par la rareté des références idéologiques et par une esthétique naïve qui met en scène des usages et pratiques traditionnels et conviviaux comme la représentation de deux joueurs d'échecs dont l'un s'écrie : « Bien joué, la Chine ».
En septembre 2019, le Bureau politique du Comité central du Parti communiste chinois présente une réflexion sur l'éducation patriotique en Chine. Celle-ci doit permettre aux Chinois de comprendre la « nature du rêve chinois, d'inspirer son amour du Parti, du pays et du socialisme, et de réunir le grand élan du renouveau national ». La jeunesse chinoise est particulièrement concernée par cette éducation.

## Interprétation
Quelques rares affiches rappellent le rôle dirigeant du Parti communiste comme celle qui déclare : « Sans Parti communiste / Pas de nouvelle Chine » (没有共产党 / 就 没有新中国, méi yǒu gōng chǎn dǎng / jiù méi yǒu xīn zhōng guó), mais la plupart ne véhiculent aucun message idéologique apparent ; elles se présentent comme une incitation à rêver d'un avenir heureux dont chacun bénéficiera, à condition de pratiquer les principes d'une morale fortement imprégnée de confucianisme : respect de la hiérarchie et de l'ordre social, importance de la famille, sens de l'effort et de l'économie, principes dont l'application conduit à l'établissement d'une société harmonieuse, où chacun pourra réaliser ses propres rêves.
Cette réhabilitation du confucianisme, dénoncé dès le mouvement du 4 Mai (en 1919) comme anti-moderniste, puis tout au long de la période maoïste et particulièrement pendant la révolution culturelle comme traditionaliste, élitiste et anti-marxiste, remonte aux années 1980 et suivantes, quand la Chine adopte une économie de marché, que s'effondrent les régimes socialistes est-européens et que le modèle de modernité prôné par l'occident connaît des défaillances. En 1984 est ainsi créée à Pékin une fondation Confucius. Xi Jinping s'est souvent référé au Sage dans ses discours et lors de la célébration de son 65e anniversaire en septembre 2014, il a notamment déclaré : « L'excellente culture chinoise traditionnelle, y compris le confucianisme, contient d'importantes solutions pour résoudre les problèmes de l'humanité d'aujourd'hui ».
En associant l'avenir de la Chine au respect d'une morale ancestrale, longtemps niée, mais toujours vivante chez un grand nombre de Chinois ,, le gouvernement tente de recréer un consensus national qui réduise les fractures traversant la société chinoise, tant il est devenu nécessaire de redonner une légitimité au Parti communiste dont se défie une large partie de la population exposée à des problèmes d'emploi, de logement, de pollution et révoltée par la corruption et l'enrichissement de quelques-uns. Selon l'écrivain Gao Yu, Xi Jin Ping n'a d'autre but que de consolider le système actuel tout en renforçant le Parti communiste. En juin 2013, Xi s'adressant aux dirigeants communistes chinois déclare notamment : « Gagner ou perdre l'appui du public est une question dont dépend la survie ou l'extinction du Parti communiste ».
Les commentaires occidentaux de ce nouveau slogan ont suscité des réactions de la part de porte-parole officieux du gouvernement chinois. Dans un article du Huanqiu Shibao (Global Times) du 30 mai 2013, Wang Yiwei, professeur de sciences politiques à l'université Fudan de Shanghai, estime le rêve chinois incompris. Il n'est pas, selon lui, une utopie destinée à masquer les antagonismes sociaux ; il ne cherche pas non plus à concurrencer le rêve américain. Il s'agit d'atteindre à une prospérité commune dans le respect de l'idéal communiste, de poursuivre sans imiter l'occident une modernisation qui profite à la Chine, mais aussi au monde. Comme le soulignait Xi Jin Pin dans un discours prononcé à Moscou le 25 septembre 2013, l'objectif est de développer la consommation intérieure et les échanges avec l'extérieur sans revenir à la domination qu'ont exercée les Han et les Tang, mais au contraire en contribuant à l'évolution de la civilisation humaine.

## Les douze valeurs socialistes fondamentales
Ainsi la réalisation du rêve chinois implique le respect et la pratique de principes moraux dont la promotion a fait également l'objet d'une campagne officielle sous le terme des « douze valeurs socialistes fondamentales ». À la fin de 2013, le Parti communiste chinois a publié une directive incitant à leur diffusion. Selon l'agence Chine nouvelle, trois décennies de miracle économique et d'ouverture au monde ont favorisé le culte de l'argent et de l'individualisme, menaçant les valeurs fondamentales du socialisme à la chinoise, dont l'oubli mettrait en danger la confiance en soi de la nation et la possibilité de faire du rêve chinois une réalité.
Aussi Le Quotidien du Peuple du 12 février 2014 a publié une liste de vingt-quatre caractères notant douze préceptes qui s'adressent soit à la nation : prospérité, démocratie, civisme et harmonie, soit à la société : liberté, égalité, justice et force de la loi, soit aux individus : patriotisme, dévouement, intégrité et amitié.
Tous les médias ont été invités à les faire connaître, internet à les respecter, le monde des affaires, la société civile, la justice à les pratiquer et les établissements scolaires de tous niveaux sont chargés d'en faire un objet d'apprentissage et d'études. Une organisation officielle comme la Fédération de la jeunesse chinoise publie sur son site le texte d'une des lauréates du concours organisés en anglais sur le sujet. Cette campagne s'associe à la volonté affirmée de redonner vigueur au nationalisme en honorant le drapeau et l'hymne national, en encourageant les fêtes traditionnelles et le tourisme rouge ; elle vise explicitement à renforcer le soft power du pays. La réalisation du rêve chinois est donc aussi bien l'affaire des sphères dirigeantes que de la société civile envisagée globalement ou à travers chaque individu la composant.

## Monuments de Beidaihe: symboles du rêve chinois et des valeurs socialistes
À Beidaihe, station balnéaire fréquentée où se tiennent chaque année des réunions des plus hauts dirigeants, un mécène a fait ériger deux imposants monuments d'un jaune doré, se faisant face. Une statue de Confucius, bras étendus, fait face à un obélisque qui porte sur sa face antérieure les trois caractères 中国梦, « rêve chinois » (ou « rêve de la Chine »), et à l'arrière « les valeurs socialistes fondamentales » ; sur le socle est inscrite une citation de Xi Jinping : « Nous voulons réaliser le rêve chinois non seulement pour le bien du peuple chinois, mais aussi pour tous les peuples ». Les trois autres côtés représentent respectivement les soldats, les ouvriers, les paysans dans le style du réalisme socialiste des années 1950. Un peu plus loin une statue de Mao Zedong, blanche et de moindre taille.
Ces monuments concrétisent la conception du gouvernement actuel et la stratégie qu'il entend mener pour lutter contre la défiance de la population envers le pouvoir. Le maoïsme prônait un socialisme à la chinoise, et il n'est pas question de le renier bien qu'il appartienne au passé ; il existe de même une voie proprement chinoise pour atteindre un avenir prospère, celle qui implique que dirigeants et population renouent avec les préceptes hérités d'une culture ancestrale. En octobre 2014, Le Quotidien du Peuple citait à la une ce propos du Président : « Déjà il y a plusieurs milliers d'années, l'État chinois empruntait une voie tout à fait différente de la culture et du développement des autres pays ».